# Nigrobaetis gracilis
Nigrobaetis gracilis is een haft uit de familie Baetidae. De wetenschappelijke naam van de soort is voor het eerst geldig gepubliceerd in 1957 door Bogoescu & Tabacaru.
De soort komt voor in het Palearctisch gebied.